# Bezons
Bezons è un comune francese di 28 325 abitanti situato nel dipartimento della Val-d'Oise nella regione dell'Île-de-France.
Confina con due dipartimenti francesi: l'Hauts-de-Seine e gli Yvelines. Nella classifica delle città più popolose della Francia, essa ha il 312º posto.

## Società

### Evoluzione demografica
Abitanti censiti

## Aziende
Nel suo territorio ha sede la Atos, società di servizi IT.